# Rhysotoechia flavescens
Rhysotoechia flavescens är en kinesträdsväxtart som beskrevs av Ludwig Radlkofer. Rhysotoechia flavescens ingår i släktet Rhysotoechia och familjen kinesträdsväxter. Inga underarter finns listade i Catalogue of Life.